# TI-68

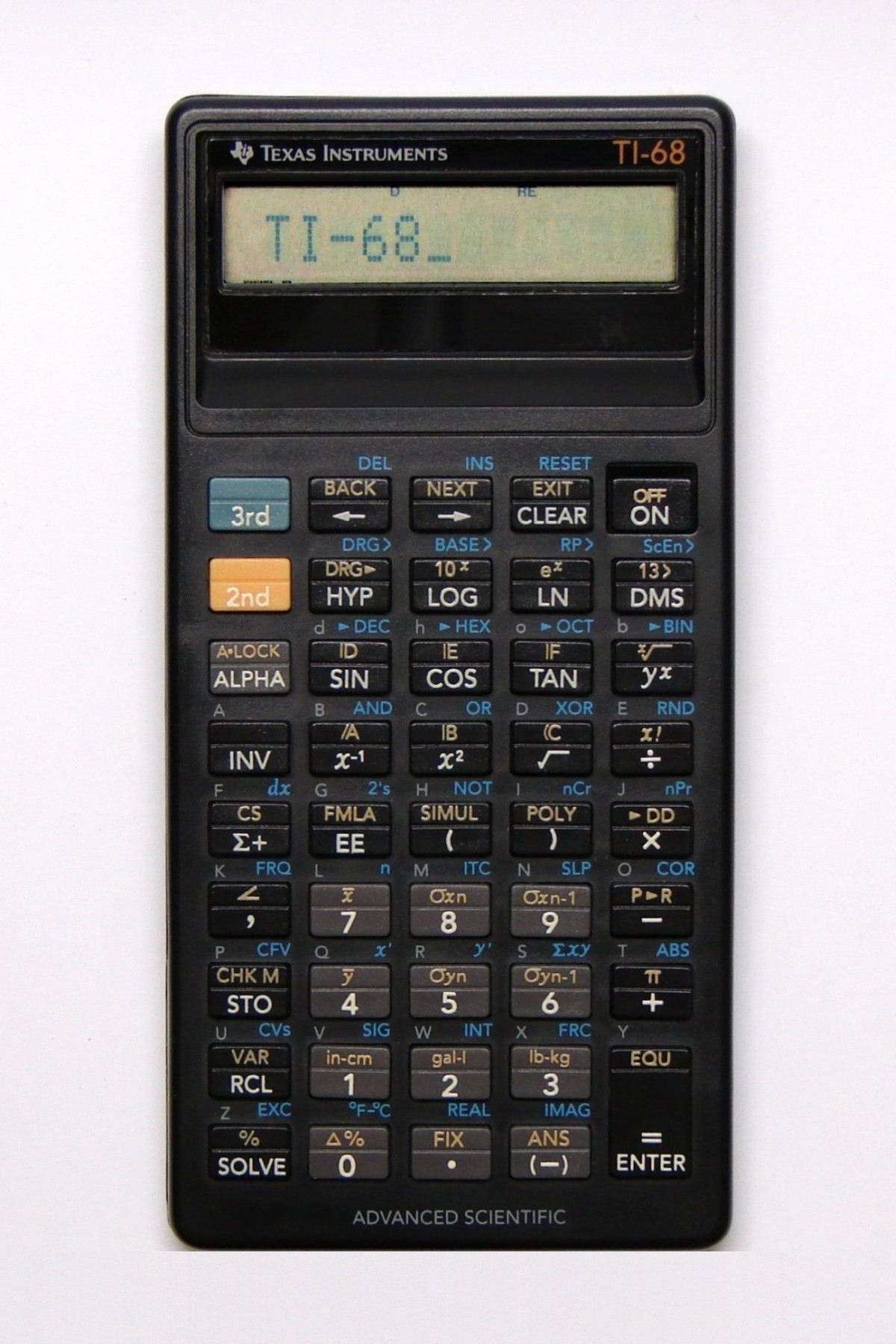
Texas Instruments TI-68.

El TI-68 fue la última calculadora programable de bolsillo disponible por Texas Instruments. Fue descontinuada en el año 1995. Una abundancia de características y 440 bytes de memoria RAM (realmente 300 pasos del golpe de tecla) la hizo una versátil calculadora de bolsillo. Ningún programa podía tener más de 80 pasos, lo que limitó la complejidad de estos. Algunas características fueron: un solucionador de ecuaciones simultáneas, un buscador de raíces de ecuaciones, y una característica recuperación que exhibiría la última ecuación entrada y su respuesta. También fue producida por Radio Shack como el modelo EC-4044, pero tenía un diferente esquema de color.